# Centro Direzionale di Napoli

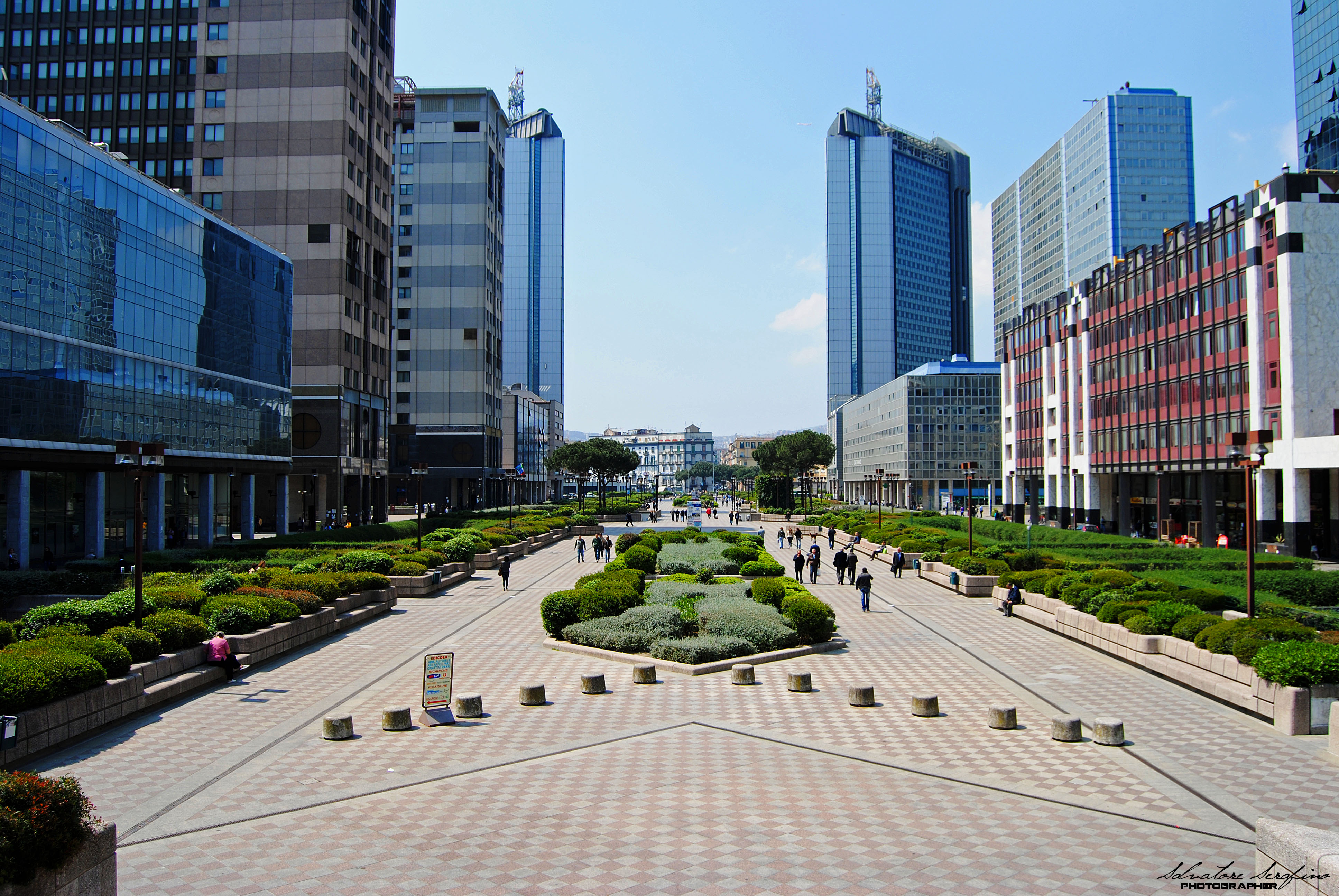
vista panoramica

El Centro Direzionale di Napoli (abreviado CDN, en español: Distrito Financiero de Nápoles) es un complejo de rascacielos modernos situados en el barrio de Poggioreale, cerca de la Estación de Nápoles Central. Proyectado por el arquitecto japonés Kenzō Tange, el complejo se completó en 1995 y fue el primer complejo de rascacielos de Italia y Europa meridional.

## Historia
Los orígenes del barrio se remontan a la mitad de los años sesenta, cuando la Comuna de Nápoles destinó una zona industrial abandonada, de unas 110 hectáreas de extensión, para la construcción de un nuevo barrio que se usaría principalmente como oficinas; esto forma parte del intento declarado de descongestionar el tráfico del centro de la ciudad.
Tras numerosos proyectos, ninguno de los cuales fue aprobado definitivamente, en 1982 todo se confió al famoso arquitecto japonés Kenzō Tange. Unos tres años después de la presentación de su proyecto comenzaron las obras.
El diseño de los rascacielos se confió a arquitectos de fama nacional e internacional: entre otros, Renzo Piano diseñó el edificio de Olivetti, Massimo Pica Ciamarra, junto con un equipo de arquitectos cualificados, se ocupó de las dos Torri ENEL, y Nicola Pagliara proyectó las Torri del Banco di Napoli además del edificio de Edilres.
La construcción fue obra de la sociedad Mededil S.p.A., del grupo IRI-Italstat.

## Estructura

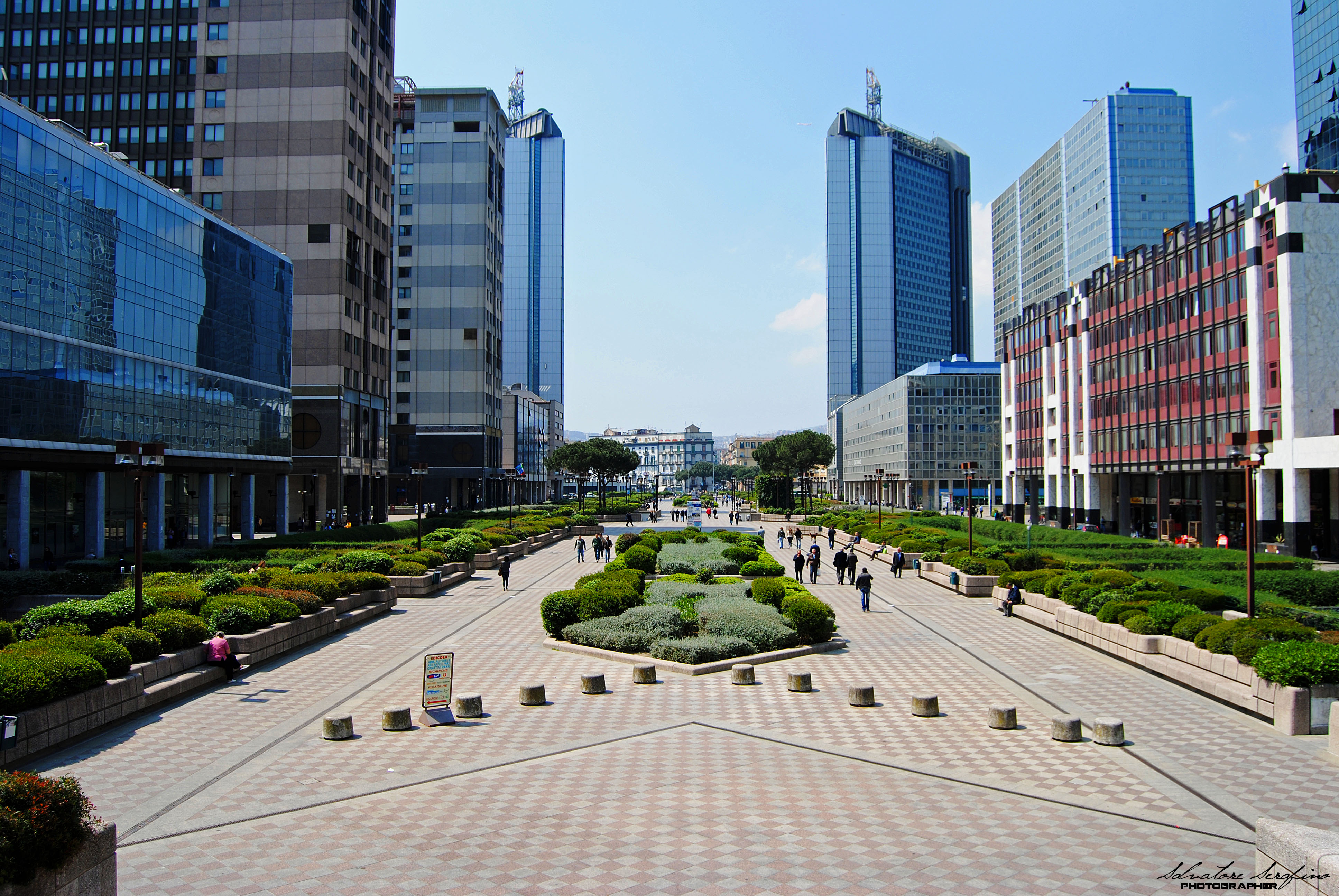
Viale della Costituzione, en el Centro Direzionale di Napoli.

El Centro Direzionale se caracteriza por un amplio eje viario situado en el centro del complejo, sobre el cual se suceden plazas de varias formas (circulares, cuadrangulares…) y dimensiones, algunas de las cuales tienen fuentes.
Debajo de esta calle principal se sitúan numerosos aparcamientos, escaleras mecánicas y verdaderas arterias que sirven el tráfico rodado, uniendo la parte periférica del complejo con el centro de la ciudad. También hay una iglesia con formas futuristas.
La Torre Telecom Italia, con sus 129 metros de altura, es el edificio más alto de Nápoles y el cuarto más alto de Italia.
Visto desde la colina de Vomero el complejo confiere al panorama de la ciudad un aire bastante particular por el inevitable contraste entre la antigüedad del centro histórico de Nápoles y la modernidad de los rascacielos que se elevan imponentes, con el Vesubio como fondo. 
En las plantas subterráneas del barrio está la estación di Napoli Centro Direzionale de la Circumvesuviana. Está en proyecto otra estación de la línea 1 del Metro de Nápoles, llamada Centro Direzionale.
Además, desde 2007, el Centro Direzionale alberga la nueva sede de la Facultad de Ingeniería y Ciencias y Tecnologías de la Universidad de Nápoles Parthenope.

## Situación

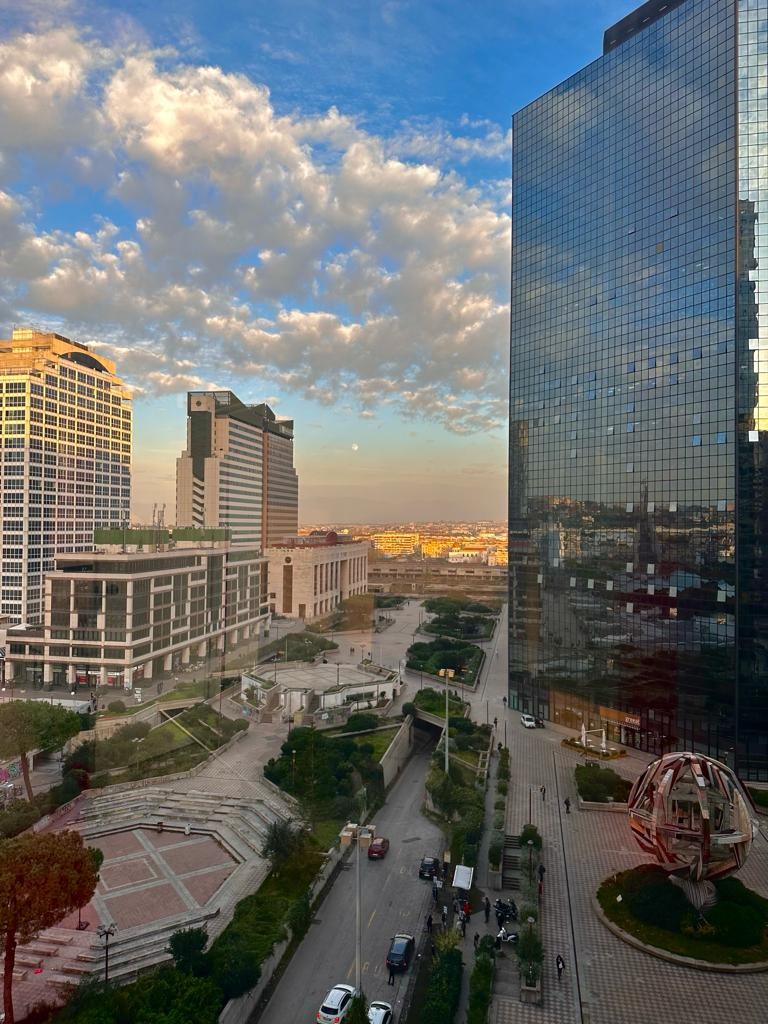
Avenida Constitución.

El complejo está situado en Nápoles, entre la Estación Central, y la Piazza Nazionale. Aunque el barrio está incluido por completo en el barrio de Poggioreale, en su interior hay una comisaría de la Polizia di Stato denominada "Vasto - Arenaccia".
Se puede acceder al complejo desde la Via Giovanni Porzio, una calle que va desde el Corso Malta al Corso Meridionale, haciendo ángulo con este y con la Via Taddeo da Sessa: esta es la entrada principal del barrio, tanto que la dirección más usada para la correspondencia es «via Giovanni Porzio, 4», aunque este número puede parecer arbitrario, porque no está señalizado en ningún lugar y antes del Centro Direzionale no hay nada en el mismo lado de la calle, dado que el barrio hace directamente ángulo con la Via Taddeo da Sessa, prolongación del Corso Meridionale, desde donde hay otra rampa de acceso, a través de un paso subterráneo.
Hay otros accesos por la Via Francesco Lauria, Via Domenico Aulisio, Via Costantino Grimaldi, Piazza Giovanni Falcone e Paolo Borsellino (anteriormente Piazza Enrico Cenni, aún aparece así en el callejero de la Comuna de Nápoles a pesar del cambio de la placa), Via Serafino Biscardi y Piazza Salerno. Algunos de estos accesos entran directamente al interior del nuevo Palazzo di Giustizia.

### Toponimia interna
La mayor parte de los edificios del Centro Direzionale se designan con un código compuesto por una letra y un número, a veces separados con una barra: la letra indica la manzana (de la A a la G), y el número la parcela dentro de la manzana.
Además, tiene una odonimia interna sin numeración de los edificios. Esta odonimia, que aparece en los mapas expuestos en el interior del barrio y es reproducida por algunos mapas como Google Maps, no está incluida en el callejero oficial de la Comuna de Nápoles. El único odónimo indicado con la placa oficial de la ciudad es el Largo Kagoshima, que aparece en el callejero de la Comuna, pero curiosamente no en los mapas, como el de Google.

## Rascacielos
| Rascacielos                             | Altura |  |
| --------------------------------------- | ------ |  |
| Torre Telecom Italia                    | 129 m  |  |
| Torre ENEL I                            | 122 m  |  |
| Torre ENEL II                           | 122 m  |  |
| Torre Francesco                         | 118 m  |  |
| Torre Saverio                           | 118 m  |  |
| Torre del Consiglio Regionale Campania  | 115 m  |  |
| Torri del Tribunale di Napoli - Torre A | 109 m  |  |
| Edificio Eni-Italgas                    | 88 m   |  |
| Giunta Regione Campania                 | 88 m   |  |
| Holiday Inn Hotel                       | 82,6 m |  |
| Edificio E3                             | 75 m   |  |
| Banco di Napoli I                       | 70 m   |  |
| Banco di Napoli II                      | 70 m   |  |

## Aspectos positivos
- El complejo constituye una de las obras más extensas e importantes realizadas en la ciudad en las últimas décadas. Inspirado en las ideas de Le Corbusier,[5] supone un ejemplo positivo de separación del tráfico rodado subterráneo y las zonas peatonales en la superficie.
- El Centro Direzionale aporta una nota de renovación y modernidad a la ciudad, revitalizando el skyline[6] y representando, a día de hoy, uno de los complejos de rascacielos más extensos de Italia y de toda Europa meridional.[7][8]
- La zona se ha convertido en un núcleo atractivo por la confrontación de empresas que pueden interactuar eficazmente entre ellas en un único complejo.

## Críticas

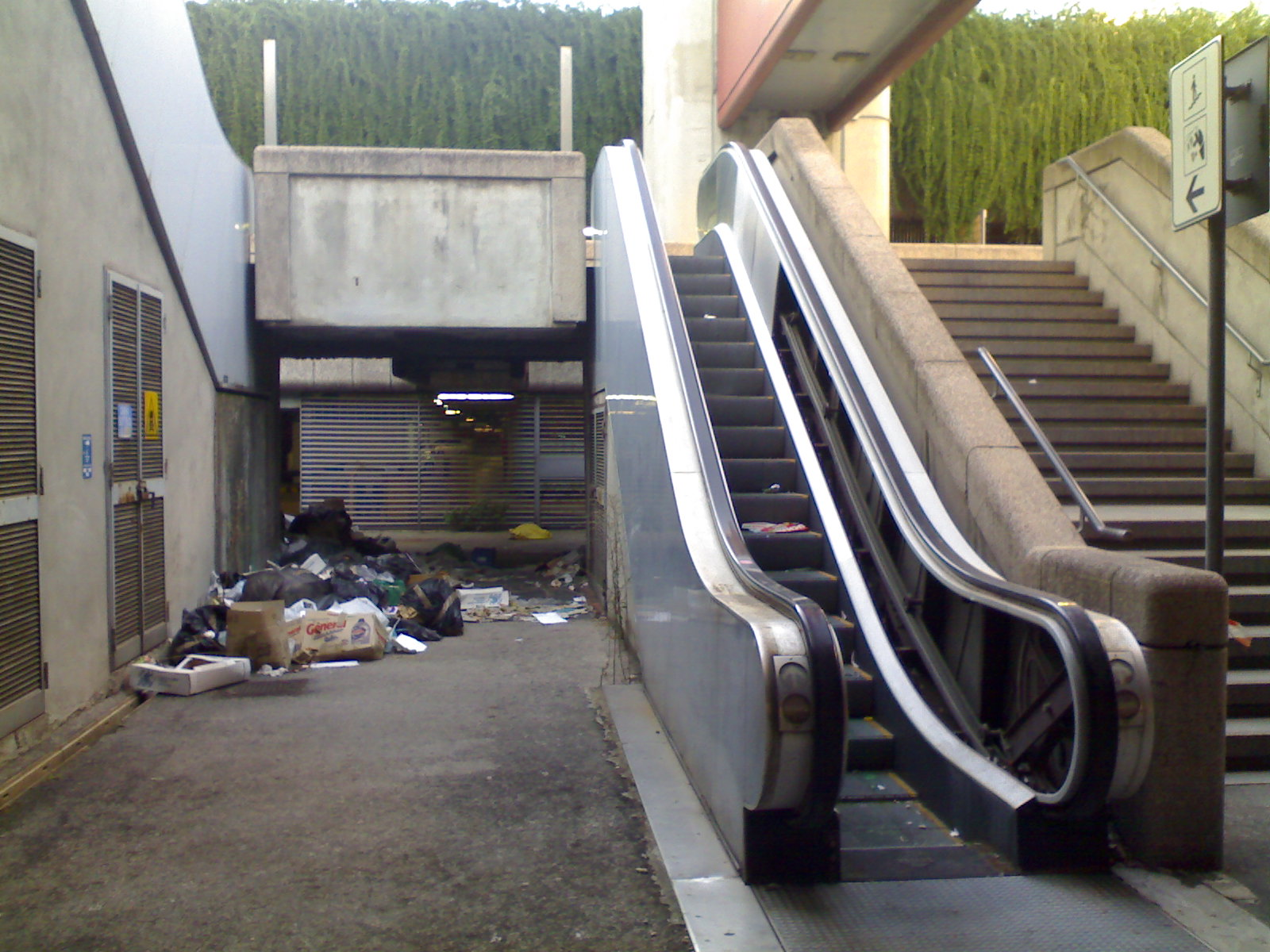
La degradación de las zonas subterráneas.

- El Centro Direzionale di Napoli es criticado por la degradación de sus zonas subterráneas[9] (poca iluminación, personas sin techo, basura, problemas de mantenimiento de las calles y las escaleras mecánicas, señalización poco clara). Estudios recientes han demostrado además que toda la zona se hunde algunos centímetros cada año a causa de la presencia de acuíferos[10] que, sin embargo, no deberían comprometer la estabilidad de los edificios.